# Geling
Geling – gewog w dystrykcie Czʽukʽa, w Bhutanie. Według danych z 2017 roku liczył 1609 mieszkańców.